# KEIT
KEIT（ケイト、1月21日生）は、日本のソングライター、編曲家、音楽プロデューサー。ロックバンドLANDFORCE、knotlampのメンバー。大分県中津市出身。T's Corporation所属。

## 人物
2013年所属バンドknotlampの活動休止を機に2014年より作曲活動を開始。現在所属バンドはLANDFORCE。前身バンドknotlampでは、オリコンインディーズチャート4作1位獲得。同バンドにて『遊☆戯☆王5D’s』やNHK総合アニメ『銀河へキックオフ!!』の主題歌に抜擢、ROCK IN JAPAN FESTIVALやSUMMER SONICなど多くの音楽フェスにも出演。

## 楽曲提供作品
AKB48
- 「青くさいロック」（作曲・編曲）
- 「靴紐の結び方」（作曲）

NGT48
- 「空き缶パンク」（作曲・編曲）

BOYS AND MEN研究生
- 「RUN&GUuuuuN!」（作曲）(全国エリア別BOYS AND MEN研究生オーディションテーマソング)

BOYS AND MENエリア研究生
- 「RUN&GUuuuuN!」（作曲）

FTISLAND
- 「Dancing on」（作詞）

N.Flying
- 「Lupin」（作曲）

加藤和樹
- 「夢追い人」（作曲・編曲）(なんでも鑑定団エンディングテーマ)

さくら学院
- 「ピース de Check!」（作曲・編曲）(Tiek名義)

Thinking Dogs
- 「ユメラブ」（作曲）

ドリ☆ステ
- 「不屈の太陽」（作詞）

ペレ草田
- 「ONLY LONELY」（作詞・作曲・編曲）
- 「ゴーレミゴー」（作詞・作曲・編曲）

knotlamp(所属バンドタイアップ作品)
- 「LAST TRAIN ～新しい朝～」（作詞・作曲・編曲）(『遊☆戯☆王5D’s』OPテーマ)
- 「Across my world」（作詞・作曲・編曲)(NHK総合アニメ『銀河へキックオフ!!』OPテーマ)